# Sorggallblomfluga
Sorggallblomfluga (Pipiza lugubris) är en tvåvingeart som först beskrevs av Johan Christian Fabricius 1775.  Sorggallblomfluga ingår i släktet gallblomflugor, och familjen blomflugor.
Artens utbredningsområde är Danmark. Arten är reproducerande i Sverige. Inga underarter finns listade i Catalogue of Life.